# Знаменский собор (Ардатов)
Зна́менский собо́р — православный собор Выксунской епархии в рабочем посёлке Ардатов Нижегородской области.

## История
Первая деревянная Знаменская церковь в Ардатове была построена между 1578 (первое упоминание «Ордатовой деревни» в Арзамасских поместных актах) и 1628 годами, когда населённый пункт уже называется «ясашным селом Знаменским».
В 1795 году начато строительство каменной Знаменской церкви, оконченное к 1802 году. В 1829 году была построена колокольня. С 1851 года — собор. В 1908 году была пристроена трапезная, соединяющая собор и колокольню. В 1925 году собор был закрыт и в течение нескольких лет пустовал. В 1931 году был арестован последний священник собора — отец Михаил (Подтягин). В 1935 году были снесены четыре малые главы собора, а сам собор превращён в кинотеатр. Центральный купол был лишён креста, заменённого на красный флаг, и в таком виде находился до 1947 года, после чего был также снесён. В 1967 году в Ардатове был построен новый кинотеатр «Звезда», после чего здание собора было передано под инструментальный цех завода «Сапфир».  20 июля 1993 года решением Нижегородского областного совета народных депутатов признан памятником архитектуры регионального значения. В 1994 году здание было возвращено верующим, с апреля по август происходил демонтаж и вывоз заводского оборудования, 25 декабря того же года был освящён северный придел. В 1996 году заново отстроена колокольня, в последующие годы здание собора было понемногу восстановлено.

## Описание
Кирпичный собор в стиле классицизма представляет собой четырёхстолпную постройку, обрамлённую портиками из полуколонн и увенчанную крупным центральным барабаном с арочными окнами и четырьмя глухими угловыми барабанами. В храме три престола: центральный — в честь иконы Пресвятой Богородицы «Знамение», левый (северный) — в честь Николая Чудотворца и правый (южнымй — в честь Иоанна Крестителя. Трапезная соединена с колокольней в три яруса.

## Настоятели
- Лев Иванович Лебединский, протоиерей (с 1833)
- Иван Георгиевич Введенский, протоиерей (1853—?)
- Александр Симеонович Пальмов (1861—?)
- Никольский, Михаил Васильевич (?, XIX век)
- Владимир Павлович Магницкий (1903—1908)
- Михаил Подтягин (?—1925)[2]
- Собор не действовал
- Михаил Семёнович Резин, протоиерей (1992 — 17 декабря 2009)[4]
- Евгений Утёнков, протоиерей (с 17 декабря 2009 года по 20 ноября 2014)[2]
- Иоанн Клюшин (с 10 ноября 2014 по декабрь 2017)[2]
- Евгений Утёнков (с декабря 2017)[2]